# Omphalotropis quadrasi
Omphalotropis quadrasi é uma espécie de gastrópode  da família Assimineidae.
É endémica de Guam.